# Henny Thomse
Henny Josefine Thomse (Thomasson), född Olsen 16 september 1906 i Tromsö, död 11 april 1968 i Sundsvall, var en norsk-svensk målare.
Hon var dotter till kajchefen Simon Celius Olsen och Marie Bertensen och från 1935 gift med Harry Thomse. Hon studerade målning för Per Krohg i Norge 1928 och akvarellmåleri i England 1930 och tillsammans med sin man genomförde hon studieresor till bland annat Italien, Frankrike och Island. Tillsammans med sin man ställde hon bland annat ut i Kiruna, Gällivare, Luleå, Boden och Härnösand samt med olika konstföreningar i Norge. Hennes konst består av porträtt, blomsterstilleben och figurstudier företrädesvis av samer utförda i olja eller akvarell.